# Erhard Hartung von Hartungen (Mediziner, 1819)

Erhard Hartung von Hartungen 1836 in einer Lithografie von Angelo Magni, Mailand

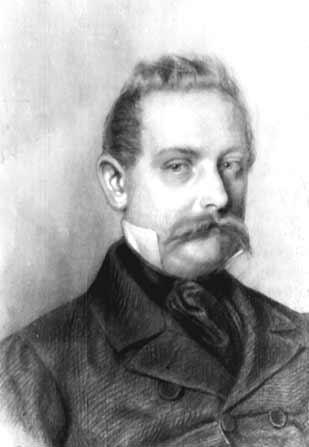
Erhard Hartung von Hartungen in einer Kreidezeichnung von G. v. Rosenthal aus dem Jahr 1858

Erhard Hartung, seit 1867 Hartung von Hartungen (* 17. Januar 1819 in Teschen in Schlesien, heute Cieszyn; † 9. September 1893 in Weidling bei Wien; nach familieninterner Zählung Erhard I.) war ein österreichischer Arzt und Homöopath.

## Leben
Erhard Hartung war einer der Söhne des Arztes und Wegbereiters der Homöopathie Christoph Hartung. Er verbrachte seine Jugend in Teschen, Brünn, Salzburg und Mailand, wo er maturierte, und studierte anschließend in Wien bei Carl von Rokitansky, Joseph Julius Czermak und Stanislaus von Töltenyi Medizin. 1845 reichte er seine Dissertation mit dem Titel Recentiora quaedam circa theoriam ed therapiam rheumatissimi ein. 1846 ehelichte er Maria Habermann, Tochter eines Iglauer Tuchfabrikanten. 1849 wurde der Sohn Christoph, später Humanmediziner, 1856 der Sohn Eugen, später Veterinärmediziner, in Wien geboren.
Nach seiner Studienzeit durchlief Hartung als Sekundärarzt zahlreiche Stationen des Wiener Allgemeinen Krankenhauses und des Wiener Bürgerspitals. Obwohl durch die Universität schulmedizinisch ausgebildet, zeigte er sich nach Privatstudien bei seinem Vater deutlich mehr von der Homöopathie beeinflusst. Sein in der Wiener freiberuflichen Praxis jahrzehntelanges theoretisches und praktisches Wirken für die Homöopathie trug in erheblichem Maße zum Bekanntwerden der Homöopathie bei und festigte deren Ansehen in allen Gesellschaftsschichten Wiens. Hartung war Leibarzt des exilierten Königs Georg V. von Hannover und gesuchter Arzt zahlreicher Adliger, hoher Beamter, Militärs (etwa Heinrich von Heß) und Würdenträger, darunter etwa auch der Familien Liechtenstein, Lobkowitz und Schwarzenberg. Neben seiner eleganten Praxis betrieb Hartung eine ausgedehnte Armenpraxis, in der er – auch während Epidemien – völlig uneigennützig wirkte.
Hartung war neben seinem Engagement im Österreichischen Ärzteverein auch Mitglied des Centralvereins für Homöopathie, sowie des Doctoren-Collegiums der Medizinisch-Chirurgischen Facultät der Universität Wien. Im Jahr 1867 wurde Hartung, der außer Deutsch auch Französisch, Polnisch und Italienisch sprach, von Franz Joseph I. mit dem Prädikat „von Hartungen“ in den erblichen österreichischen Adelsstand erhoben. Georg V. ernannte ihn zum Ritter des Guelphen-Ordens und Ernst-August-Ordens.

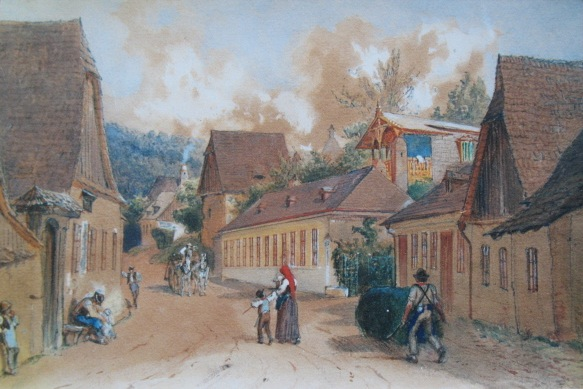
Der Hartungsche Landsitz in Weidling gemalt von Carl Goebel

Hartungs Landsitz in Weidling war der Treffpunkt eines ausgedehnten Verwandtschafts- und Freundeskreises, darunter der Bildhauer Johann Meixner, die Wiener Künstlerfamilie Klieber, der Maler Carl Goebel, der Rektor der Universität Budapest Rapaics Rajmund und die Reichsgrafen von Wolkenstein-Trostburg. Seine Hartungschen Nachkommen stehen – beginnend mit seinem Vater – seit 1798 ununterbrochen in der medizinischen Tradition.

## Publikation
- Der homöopathische Selbstarzt. Wien 1854.